# スポットネットワーク方式
スポットネットワーク方式（スポットネットワークほうしき）とは、複数の需要家で共用する2本以上の特別高圧配電線路からT分岐で引き込み、受電用断路器を通して接続されたネットワーク変圧器を、ネットワークプロテクタ・プロテクタヒューズを通して、構内ネットワーク母線で並行運転させる、配電方式である。構内ネットワーク母線は、中規模の場合低圧三相4線式240/415V、大規模な場合は高圧三相3線式が用いられる。
日本では、需要密度の高く特別高圧受電需要家が多い人口100万人を超えるような大都市で用いられている。

## スポットネットワーク受電
- 特別高圧側の機器・保安装置・取引き計量装置を簡素化できる。計量は一般的に二次側計量となる。
- 停電・復電操作が自動化されており、省人化しやすい。
- 信頼性がきわめて高い。1回線の事故では供給支障がなく、2回線の事故では負荷制限で供給を継続できる。
- 逆潮流は不可能である。

## スポットネットワーク配電線路
- 需要家を停電させること無く、複数の特別高圧配電線路の内1本の点検を行うことができる。
- 配電線路稼働率を、標準3回線の場合に67%とでき、常予備・ループ方式の50%より高めることができる。
- 需要変動に対し線路の弾力性が高く、需要密度の高い地域に適する。

## 構成
電気事業者（日本の電力会社）の変電所から取り出された、2回線～4回線（通常3回線が多い）の22kVないし33kV級配電線路をT分岐して、需要家へと引き込む。

### 高圧スポットネットワーク方式
高圧スポットネットワーク方式は、ネットワーク母線が三相3線式高圧6.6kVないし3.3kVのものである。高圧発電機・高圧電動機を使用する空港・地域熱供給、高圧受電の副変電設備を持つ大規模需要家に主に用いられる。

### 低圧スポットネットワーク方式
低圧スポットネットワーク方式は、ネットワーク母線が三相4線式低圧415/240V級のものである。低圧発電機を使用する中規模需要家に用いられる。

## 機器

### 特別高圧断路器
各回線には、変圧器の励磁電流及び充電電流を開閉できる能力を有する断路器（DS）又は遮断器が設けられ、その二次側にはネットワーク変圧器が設置される。

### ネットワーク用変圧器
ネットワーク用の変圧器は、1回線が停電した場合おいても他の変圧器で需要家の負荷全てをまかなえるよう、過負荷特性を100％負荷連続運転後、130％負荷で8時間の過負荷運転として設計する。
短絡電流抑制のためインピーダンスを大きくする。変圧器間の横流が生じないよう、変圧器タップを同一とし、高圧回線間の電圧が均一となるようにする。

### プロテクタヒューズ
プロテクタヒューズ（省略される場合もある）は、ネットワーク用変圧器二次側に設置される。構内ネットワーク母線の短絡事故時に遮断し、電力会社変電所の不必要な遮断を防止し、保護協調を行う。

### プロテクタ遮断器
プロテクタ遮断器は、ネットワーク継電器で制御される。
高圧スポットネットワーク方式においては、真空遮断器又はガス遮断器が、低圧スポットネットワーク方式においては、気中遮断器などが用いられる事が多い。

### ネットワーク母線
ネットワーク母線は、各プロテクタ遮断器の二次側を母線で接続するものである。非常用発電機の負荷を別母線とするもの、ネットワーク母線を分割し部分停電で点検工事ができるものもある。

### テイクオフ遮断器
テイクオフ遮断器は、ネットワーク母線から各負荷への分岐配線に接続され、その事故の保護を行うものである。
高圧スポットネットワーク方式においては、高圧から低圧へと降圧するための変圧器が設けられ、二次側に配線用遮断器等で分岐して使用されている。
低圧スポットネットワーク方式においては、使用電圧が415/240Vであれば直接分岐用の配線用遮断器等を介して使用し、200V級ないし100V級であれば、高圧スポットネットワーク方式と同様に降圧用の変圧器を設け、配線用遮断器等で分岐して使用されている。

## ネットワーク継電器
ネットワーク継電器は、無電圧投入・差電圧投入・逆電力遮断で、プロテクタ遮断器を制御する。
下記にそれぞれの動作を具体的に述べる。

### 無電圧投入
プロテクタ遮断器が開放状態であり、一次側が充電状態かつネットワーク母線が無電圧でさらに故障が発生していない場合、プロテクタ遮断器を自動投入する。
通常は設備が新設された場合や、工事・点検もしくは事故などにより停電したのち復電させる場合に起きる。

### 差電圧投入
あるプロテクタ遮断器が開放状態であり、一次側も二次側（ネットワーク母線）も充電状態で故障が発生しておらず、二次側（ネットワーク母線）の電圧が一次側と比較して低くさらに位相も遅れ状態にあるとき（負荷を使用しているとき）プロテクタ遮断器は自動投入する。
通常は、工事・点検もしくは事故などにより１回線のみを停電し、復電（電気事業者側から再送電）させる場合に起こる。

### 逆電力遮断
プロテクタ遮断器が投入状態であったが、何らかの原因でプロテクタ遮断器一次側が停電した場合、他の回線から供給される電力が、ネットワーク母線を経由して逆に停電した回線へ送電してしまう。それを防止するため、継電器に方向性をもたせて逆電力を検出し、該当するプロテクタ遮断器を開放する。
通常は、工事・点検もしくは事故などにより、電気事業者側で回線を停電した場合に起こる。

### その他の機能
ネットワーク継電器の他の機能として、過電流遮断（前述したプロテクタヒューズが省略される）・電源電圧検出・過負荷警報・逆電力タイマ・エレベーター回生トリップロックなどの要素が備わっているものもある。

## ネットワーク継電器の不必要動作
ネットワーク継電器の不必要動作を防ぐため、通常の受電方式と異なった配慮が必要である。

### 回生電力による逆電力
深夜などの軽負荷時に、エレベーターなどの電動機の制動による回生電力で逆電力遮断しないようにするため、次のような対策が行われる。
- 全回線での逆電力発生時に継電器をロックする。
- 電動機分岐の回生電力の発生時に継電器をロックする。
- ダミー負荷の挿入
- 逆電力遮断の時限を伸ばす（他の需要家との保護協調の支障となる場合がある）。

### 継電器動作時限の不ぞろい
需要家間で継電器動作時限の不ぞろいが有った場合、電源フィーダー側の停電による逆電力が生じた場合、時限の短い需要家が逆電力遮断したにもかかわらず、時限の長い需要が遮断せずに逆電力を供給するため、時限の短い需要家が過電圧投入する。時限の長い需要が逆電力遮断するまでこの状態が継続する。

### 受電電圧の不ぞろい
電源フィーダー間に電圧の差があった場合、高い系統から低い系統へ逆電力が発生し、不必要動作する。フィーダーの線路長・負荷などを均一にすることが望ましい。

### ネットワーク母線の進み力率
ネットワーク負荷が大きな進み電流となると、逆電力遮断特性で不必要動作となる可能性がある。負荷の力率を管理しなければならない
。